# Composition / Improvisation
Composition / Improvisation is een studioalbum van Roscoe Mitchell, een van de oprichters van The Art Ensemble of Chicago. Het album is qua thematiek verbonden met Boustrophedon van Evan Parker. Mitchell (Amerikaan) en Parker (Brit) hadden de afspraak gemaakt zelf een aantal musici te kiezen van beide kanten van de Atlantische Oceaan. Daarbij werd niet gekeken naar het beoogde eindresultaat, maar naar musici, waarvan zij verwachtten dat het prettig samenwerken was. De keus van Mitchell, afkomstig uit de freejazz is daarbij afwijkend van de keus van Parker, afkomstig uit jazz en elektroakoestische muziek. De titel van het album geeft weer wat voor muziek er gespeeld wordt, een combinatie van compositie en improvisatie en wat daartussenin zit. Het verschil tussen beide lijkt hemelsbreed, maar is dat niet. Bij compositie improviseert men net zo lang zodat een vast stramien ontstaat dat op papier wordt gezet; bij improvisatie moeten van tevoren al zaken geregeld worden (componeren) om het samenspel te behouden, alleen de papieren versie blijft (vaak) afwezig.
De albums zijn opgenomen in de Muffathalle in München, een zaal die vaker wordt gebruikt voor opnamen van ECM Records. In tegenstelling tot de meeste ECM-opnamen is Manfred Eicher nu eens niet de producent; hij zat achter de opname-apparatuur.

## Musici
- Roscoe Mitchell – sopraansaxofoon
- Evan Parker – tenorsaxofoon, sopraansaxofoon
- Anders Svanoe – altsaxofoon, baritonsaxofoon
- Corey Wilkes – trompet, flugelhorn
- John Rangecroft – klarinet
- Meil Metcalfe – dwarsfluit
- Nils Bultman – altviool
- Philipp Wachsman – viool
- Marcio Matrtos – cello
- Craig Taborn – piano
- Jaribu Shahid, Barry Guy – contrabas
- Tani Tabbal, Paul Lytton – slagwerk, percussie

## Composities
Composition – Improvisation nos 1,2 & 3 is onderverdeeld in negen secties:
1. (13:36)
2. (4:07)
3. (18:35)
4. (5:42)
5. (3:54)
6. (3:17)
7. (9:12)
8. (14:48)
9. (5:57)